# Johann Adam Gottlieb Kind
Johann Adam Gottlieb Kind (auch Johannes Kind; * 1. Oktober 1747 in Werdau; † 16. November 1826 in Dresden) war ein deutscher Rechtswissenschaftler, Richter und Hochschullehrer.

## Leben
Kind war Sohn eines Weißgerbers. Er besuchte ab 1762 die Landesschule Grimma, bevor er von dort 1768 an die Universität Leipzig wechselte, an der er sich dem Studium an der rechtswissenschaftlichen und an der philosophischen Fakultät widmete. Er wurde im Studium durch den Oberhofgerichts- und Konsistorialadvokaten Johann Christoph Kind angeleitet. Bereits 1769 wurde er zum Notar bestellt. Er trieb sein Studium an beiden Fakultäten weiter, bestand das Examen 1771, wurde Bakkalaureus und Magister der Rechte und habilitierte sich 1773 mit der Dissertation De origine et fatis Curiae supremae provincialis Lispsiensis als Magister legens an der philosophischen Fakultät. In der Folgezeit hielt er großen Anklang findende Vorlesungen über Bereiche der theoretischen und praktischen Rechtswissenschaft. 1774 wurde er mit der Verteidigung der Dissertation De beneficiis jure curiae concessis eorumque a feudis discrimine zum Doktor der Rechte promoviert. Spätestens 1780 führte er den philosophischen und juristischen Doktortitel. Er erhielt ebenso 1774 einerseits Sitz und Stimme an der Juristenfakultät und wurde andererseits zum Oberhofgerichts- und Consistorialadvokaten ernannt.
Kind trat am 30. Oktober 1776 eine außerordentliche Professur der Rechte an der Leipziger Universität an. Ab 1779 bis zu seinem Weggang aus Leipzig war er außerdem Universitätssyndikus. 1783 wurde er ordentlicher Professor und zugleich Beisitzer beim Oberhofgericht Leipzig. In diesem Zuge gab er die Advokatentätigkeit auf. Nachdem er zunächst einen Ruf nach Dresden abgelehnt hatte, nahm er 1788 einen weiteren an das Appellationsgericht Dresden an. Dort wurde er 1789 Appellationsgerichtsrat. 1794 wurde er Präbende des Stift Zeitz, später dessen Dechant. 1816 bekam er das Ritterkreuz des Sächsischen Zivilverdienstordens verliehen.
Kind wurde am 20. November 1826 auf den Eliasfriedhof in Dresden beigesetzt.

## Werke (Auswahl)
- De Origine Litterarvm Clientelarivm, Leipzig 1770.
- De feudis femininis, Breitkopf, Leipzig 1775.
- Quaestiones Forenses Observationibus Ac Praesertim Decisionibus Sax. Supremi Provocationum Tribunalis Collustratae, 4 Bände, Fritsch, Leipzig 1792–1802.
- Über die Bildung juristischer Staatsdiener und besonders der Räthe in den Justizcollegien: ein Beytrag zur juristischen Encyclopädie und Methodologie, Göschen, Leipzig 1818.